# 三氟化硼
三氟化硼是化学式为BF3的无机化合物，室温下为无色气体，在潮湿空气中发烟。它是很常用的路易斯酸，也常用于制取其它硼化合物。

## 结构和成键
与铝三卤化物不同的是，硼的三卤化物都是单体。但快速的卤素交换反应表明它们也可以发生可逆的二聚反应：
BF3  +  BCl3  →  BF2Cl  +  BCl2F
但混合卤化物难以分离出纯净物。
BF3中，硼原子为sp2杂化，分子为平面三角形结构，D3h对称群，与价层电子对互斥理论的预测相吻合。尽管B-F键是极性共价键，但其分子对称性抵消了偶极矩，使得偶极矩为0。它与碳酸根离子（CO32−）是等电子体，但不同的是，BF3是缺电子化合物，与路易斯碱反应放热。
BF3中的B-F键长（1.30 Å）比预测的单键键长要短， 可能是由于存在大π键的缘故。由于三氟化硼是平面结构，因此硼的空p轨道可与三个氟原子的满p轨道共轭，发生电子离域，从而键长变短。

## 合成
BF3可以由三氧化二硼或硼酸盐与氟化氢反应制备：
B2O3  +  6 HF  →  2 BF3  +  3 H2O
BO33-  +  3 HF  →  BF3  +  3 OH-
反应物氟化氢可直接由硫酸和萤石（CaF2）反应获得。
但以上方法产率很低，现在基本上是通过以下两步反应来制取：
Na2B4O7 + 12HF → Na2O(BF3)4 + 6H2O
Na2O(BF3)4 + 2H2SO4 → 4BF3 + 2NaHSO4 + H2O
实验室中，BF3可由氟硼酸重氮盐分解制得：
C6H5N2BF4  →  C6H5F  +  BF3  +  N2

## 路易斯酸性
三氟化硼是很常用的路易斯酸，可与氟化物和醚之类的路易斯碱形成加合物：
CsF  +  BF3  →  CsBF4
O(C2H5)2  +  BF3  →  BF3O(C2H5)2
氟硼酸根离子是非配位阴离子，且实验室中常以液态的三氟化硼乙醚合物作为BF3的来源。

### 路易斯酸性相比
前三个三卤化硼（BX3，X = F、Cl、Br）都可与常见路易斯碱形成加合物，根据反应放热程度可大概推知它们路易斯酸性的强弱。结果为：
BF3< BCl3< BBr3（最强）
这个顺序表明了三卤化硼从平面大π键变为四面体结构的难易程度， 即BBr3最易，而BF3最难。
但其中的大π键强度并不容易衡量。 有一个解释是，氟原子最小，因此Pz轨道中的孤对电子很容易与硼的空Pz轨道重叠。也因此BF3中的反馈作用比BI3更强。另一个解释认为，BF3路易斯酸性较弱是因为加合物中F3B-L键能低。

### 水解
三氟化硼与水反应生成硼酸和氟硼酸。反应一开始生成与水的加合物H2O-BF3，然后失HF：
4 BF3  +  3 H2O  →  3 HBF4  + H3BO3
其它的三卤化硼不发生类似的反应，很可能是由于四面体型离子BX4−（X = Cl、Br）不稳定。
由于氟硼酸酸性很强，常用氟硼酸根离子来分离一些用其他方法难以分离的亲电性阳离子，尤其是重氮根离子。

### 有机合成中的应用
三氟化硼是有机合成中常用的路易斯酸，其机理可能是因为生成了离子型中间产物。
- 在傅-克烷基化反应中：

RX + BF3 ⇌ R+ + BF3X−
R+ + C6H6 ⇌ C6H5R + H+
- 在傅-克酰基化反应中：

RCOOCH3 + BF3 → RCOOCH3·BF3
RCOOCH3·BF3 ⇌ RCO+ + CH3OBF3−
RCO+ + C6H6 → C6H5COR + H+
H+ + CH3OBF3− ⇌ CH3OH·BF3
- 醇失水成醚时：

ROH + BF3 → ROH·BF3 ⇌ H+ + ROBF3−
H+ + ROH ⇌ ROH2+
ROH2+ + BF3 ⇌ R+ + H2O·BF3
R+ + ROH → R2O + H+
- 酯化反应中：

H+ + RCOOH ⇌ RCOOH2+
RCOOH2+ + BF3 ⇌ RCO+ + H2O
RCO+ + R'OH → RCOOR' + H+
- 在芳烃硝化和磺化反应中：

HONO2 + BF3 ⇌ NO2+ + HOBF3−
HOSO3H + BF3 ⇌ SO3H+ + HOBF3−
NO2+ + C6H6 → C6H5NO2 + H+
SO3H+ + C6H6 → C6H5SO3H + H+
实际情况中，很有可能以上的离子型中间体以离子对或络合物的形式出现。

## 使用
三氟化硼具有腐蚀性，可以用含不锈钢、蒙乃尔合金和哈斯特合金的金属材料来处理。但在水存在时，它会腐蚀包括不锈钢在内的钢铁。
- 聚酰胺、聚四氟乙烯、聚三氟氯乙烯、聚偏氟乙烯和聚丙烯材料对BF3呈相对化学惰性。
- 仪器中的油脂应当是以氟代烃作为材料的，因为三氟化硼会与烃类反应。[9]

## 用途
- 离子注入中用于掺杂衬底
- 外延生长硅晶体的p型掺杂剂
- 引发不饱和化合物的聚合反应，例如聚醚类
- 某些异构化反应、烷基化反应、酯化反应、缩合反应、Mukaiyama羟醛反应及其他反应中的催化剂
- 用于中子检测仪中